# Aleksandr Miščenko
Aleksandr Miščenko (in kirghiso Александр Мищенко?; Ivanovka, 30 luglio 1997) è un calciatore kirghiso con cittadinanza tedesca, difensore del Dordoj Biškek e della nazionale kirghisa.

## Carriera

### Club
Ha giocato nella prima divisione kirghisa e nella sesta divisione tedesca.

### Nazionale
Nel 2019 ha esordito in nazionale.
Nel 2023 ha partecipato alla Coppa d'Asia.

## Statistiche

### Cronologia presenze e reti in nazionale
| Cronologia completa delle presenze e delle reti in nazionale ― Kirghizistan | Cronologia completa delle presenze e delle reti in nazionale ― Kirghizistan | Cronologia completa delle presenze e delle reti in nazionale ― Kirghizistan | Cronologia completa delle presenze e delle reti in nazionale ― Kirghizistan | Cronologia completa delle presenze e delle reti in nazionale ― Kirghizistan | Cronologia completa delle presenze e delle reti in nazionale ― Kirghizistan | Cronologia completa delle presenze e delle reti in nazionale ― Kirghizistan | Cronologia completa delle presenze e delle reti in nazionale ― Kirghizistan |
| Data                                                                        | Città                                                                       | In casa                                                                     | Risultato                                                                   | Ospiti                                                                      | Competizione                                                                | Reti                                                                        | Note                                                                        |
| --------------------------------------------------------------------------- | --------------------------------------------------------------------------- | --------------------------------------------------------------------------- | --------------------------------------------------------------------------- | --------------------------------------------------------------------------- | --------------------------------------------------------------------------- | --------------------------------------------------------------------------- | --------------------------------------------------------------------------- |
| 11-6-2019                                                                   | Biškek                                                                      | Kirghizistan                                                                | 2 – 2                                                                       | Palestina                                                                   | Amichevole                                                                  | -                                                                           | 89’                                                                         |
| 9-11-2019                                                                   | Tashkent                                                                    | Uzbekistan                                                                  | 3 – 1                                                                       | Kirghizistan                                                                | Amichevole                                                                  | -                                                                           | 63’                                                                         |
| 14-11-2019                                                                  | Biškek                                                                      | Kirghizistan                                                                | 0 – 2                                                                       | Giappone                                                                    | Qual. Mondiali 2022                                                         | -                                                                           | 85’                                                                         |
| 11-6-2021                                                                   | Osaka                                                                       | Birmania                                                                    | 1 – 8                                                                       | Kirghizistan                                                                | Qual. Mondiali 2022                                                         | -                                                                           |                                                                             |
| 15-6-2021                                                                   | Suita                                                                       | Giappone                                                                    | 5 – 1                                                                       | Kirghizistan                                                                | Qual. Mondiali 2022                                                         | -                                                                           |                                                                             |
| Totale                                                                      |                                                                             | Presenze                                                                    | 5                                                                           |                                                                             | Reti                                                                        | 0                                                                           |                                                                             |